# Trafikverket

Trafikverkets sex regioner:
Norra
Mellersta
Västra
Östra
Sydöstra
Södra.

Trafikverket är en svensk statlig förvaltningsmyndighet, som inledde sin verksamhet den 1 april 2010. Myndigheten har huvudkontor i Borlänge, och regionkontor i Luleå, Gävle, Solna, Eskilstuna, Göteborg och Kristianstad. Roberto Maiorana är generaldirektör från 1 mars 2022.
Myndigheten är från 1 oktober 2022 beredskapsmyndighet och sektorsansvarig myndighet för beredskapssektorn transporter.

## Verksamhet
Trafikverket ansvarar för långsiktig planering av transportsystemet för vägtrafik, järnvägstrafik, sjöfart och luftfart. Trafikverket ansvarar även för byggande samt drift och underhåll av statliga vägar och järnvägar. Den 1 april 2010 tog Trafikverket över de verksamheter som tidigare fanns inom Banverket och Vägverket. Samtidigt avvecklades Banverket, Vägverket och Statens institut för kommunikationsanalys (SIKA). Från och med 2011 är även Rikstrafikens verksamhet överförd på Trafikverket. Praktiska verksamheter såsom byggande av väg som också privata företag gör, skildes ut och omvandlades till kommersiella statsägda företag. Trafikverket upphandlar sedan dess sådan verksamhet från företag i konkurrens, de statliga eller privata företag.

## Trafikverkets uppgift
Trafikverkets uppgift är preciserad i verkets instruktion (Förordning 2010:185 med instruktion för Trafikverket). Uppgiften sammanfattas på ett övergripande plan i instruktionens första paragraf:
”Trafikverket ska med utgångspunkt i ett trafikslagsövergripande perspektiv ansvara för den långsiktiga infrastrukturplaneringen för vägtrafik, järnvägstrafik, sjöfart och luftfart samt för byggande och drift av statliga vägar och järnvägar.
Trafikverket ska verka för en grundläggande tillgänglighet i den interregionala kollektivtrafiken.
Trafikverket ska med utgångspunkt i ett samhällsbyggnadsperspektiv skapa förutsättningar för ett samhällsekonomiskt effektivt, internationellt konkurrenskraftigt och långsiktigt hållbart transportsystem.
Trafikverket ska verka för att de transportpolitiska målen uppnås. Förordning (2011:1131).”
I det årliga regleringsbrevet preciserar regeringen vad Trafikverket ska göra under ett budgetår. Det anger även de ekonomiska ramarna för budgetåret.

## De transportpolitiska målen
Den övergripande styrningen för hur det svenska transportsystemet ska utvecklas är de transportpolitiska målen. De visar de politiskt prioriterade områdena inom den statliga transportpolitiken. Målen är utgångspunkten för Trafikverkets uppdrag och är vägledande för Trafikverkets verksamhetsinriktning. Målen ska även vara ett stöd för och kunna inspirera regional och kommunal planering.

### Funktionsmålet
Funktionsmålet handlar om att skapa tillgänglighet för resor och transporter. Transportsystemets utformning, funktion och användning ska medverka till att ge alla en grundläggande tillgänglighet med god kvalitet och användbarhet samt bidra till utvecklingskraft i hela landet. Samtidigt ska transportsystemet vara jämställt, det vill säga likvärdigt svara mot kvinnors respektive mäns transportbehov.

### Hänsynsmålet
Hänsynsmålet handlar om säkerhet, miljö och hälsa. De är viktiga aspekter som ett hållbart transportsystem måste ta hänsyn till. Transportsystemets utformning, funktion och användning ska anpassas till att ingen ska dödas eller skadas allvarligt. Det ska också bidra till att miljökvalitetsmålen uppnås och till ökad hälsa.

## Trafikverkets författningssamling
I Trafikverkets författningssamling, TRVFS, finns de föreskrifter som Trafikverket har utfärdat. Äldre föreskrifter som beslutats av verkets föregångare, Banverket och Vägverket finns i Banverkets författningssamling, BVFS, respektive Vägverkets författningssamling, VVFS.

### Föreskrifter före 1993
Föreskrifter som kommit till före 1993 finns i Trafiksäkerhetsverkets författningssamling, TSVFS. En upphävd föreskrift kan fortfarande vara tillämplig i vissa delar på grund av övergångsbestämmelser.

## Historik
Trafikverksutredningen var en statlig utredning under ledning av förre generaldirektören för Luftfartsstyrelsen Nils Gunnar Billinger. Den hade till uppgift att kartlägga och analysera vissa verksamheter och funktioner inom Vägverket, Banverket, Sjöfartsverket, Luftfartsverket, Luftfartsstyrelsen (fram till dess nedläggning i december 2008), Rikstrafiken,
Statens institut för kommunikationsanalys, affärsverket Statens järnvägar, samt Rederinämnden.
Utredningen överlämnades till infrastrukturminister Åsa Torstensson den 1 april 2009. Bland dess slutsatser kan man nämna att den föreslog att Vägverket, Banverket och SIKA lades ner och dess uppgifter samlades i ett nytt trafikverk. Den föreslog också att delar av verksamheten hos Luftfartsverket, Sjöfartsverket och Transportstyrelsen fördes till den nya myndigheten.
Regeringen beslutade den 3 september 2009 att utse en särskild utredare, Gunnar Malm, för att förbereda och genomföra bildandet av en ny myndighet för utveckling av det samlade transportsystemet.

### Generaldirektörer
- 2010–2015: Gunnar Malm

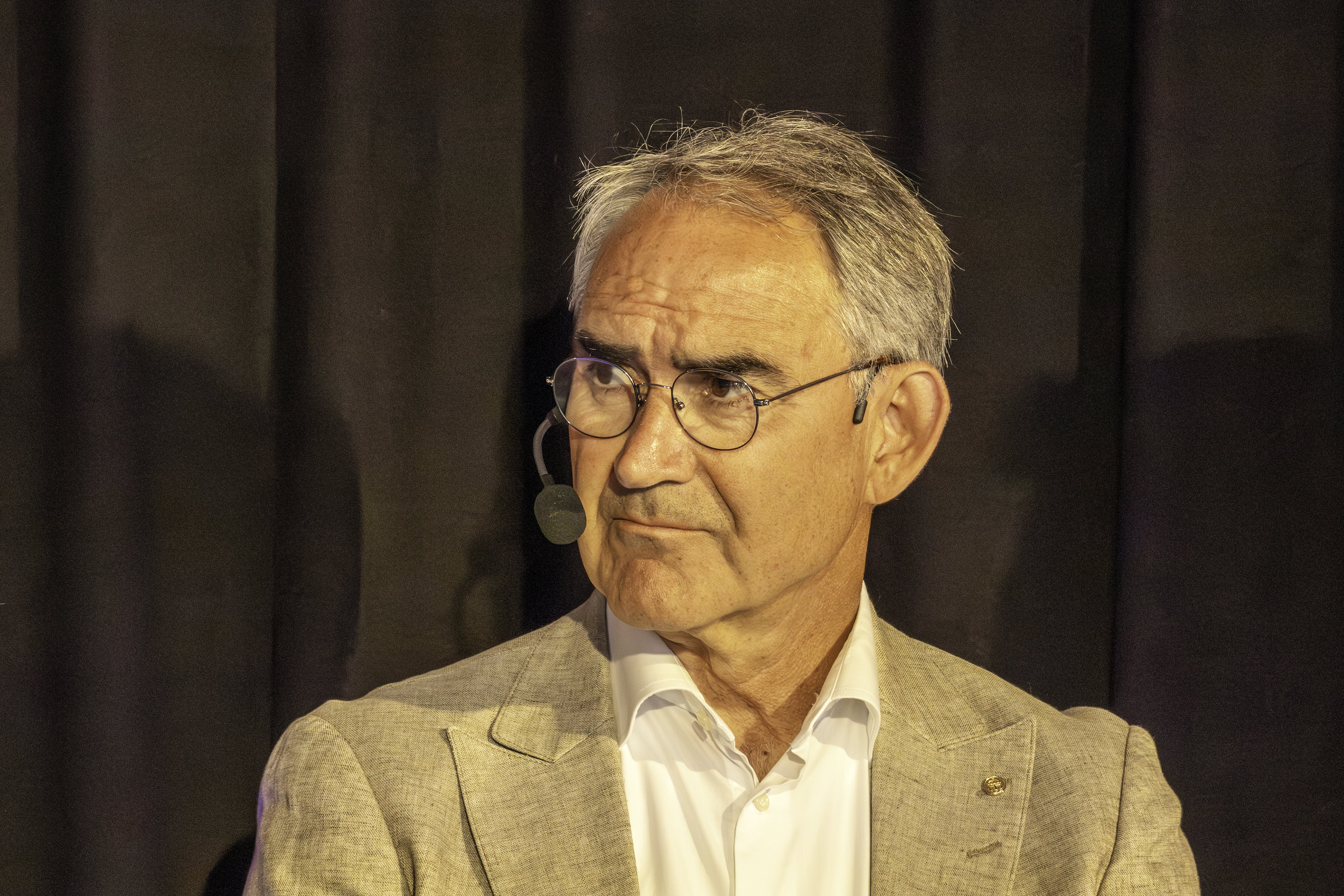
Roberto Maiorana under Almedalsveckan, 2025

- 2015: Torbjörn Suneson (tillförordnad 1 mars–1 september)
- 2015–2021: Lena Erixon
- 2022: Bo Netz (vikarierande)
- 2022–: Roberto Maiorana

## Arbetsfördelning
Ansvaret fördelas så här:
- Trafikverket - ansvarar för långsiktig planering av transportsystemet för vägtrafik, järnvägstrafik, sjöfart och luftfart samt för byggande, drift och underhåll av statliga vägar och järnvägar. Verkar för tillgänglighet i den kollektiva persontrafiken genom upphandling av avtal och prövar frågor om statligt bidrag till svensk sjöfartsnäring.
- Transportstyrelsen - utformar regler och kontrollerar hur de efterlevs, ger tillstånd (körkort och certifikat), registrerar ägarbyten, sköter trängsel- och fordonsskatt.
- Trafikanalys - granskar beslutsunderlag, utvärderar åtgärder och ansvarar för statistik.
- Luftfartsverket - ansvarar för flygledningen för civilt och militärt flyg i Sverige samt ansvarar för säkerheten i och utvecklingen av svenskt luftrum.
- Sjöfartsverket - ansvarar för säkerhet och framkomlighet till sjöss samt för byggande, drift och underhåll av sjöfartens infrastruktur.

## Några av de statliga företag som tidigare varit del av myndigheter
Dessa verksamheter bolagiserades 2010 när Trafikverket bildades:
- Infranord, bygger och underhåller järnvägar. Tidigare Banverket produktion.
- Swedavia, äger och driver flygplatser.

Dessa verksamheter bolagiserades tidigare:
- Vectura, utför konsulttjänster inom transportinfrastruktur, bildades genom sammanslagning av Banverket projektering och Vägverket konsult 1 januari 2009. Bolaget köptes 2013 av Sweco och är numera integrerat i detta företag.
- Svevia, bygger och sköter om vägar och annan infrastruktur. Tidigare Vägverket produktion, bolagiserades 2009.
- SJ AB, kör persontåg, bolagiserades 2001.
- Green Cargo, kör godståg, bolagiserades 2001.
- Euromaint, underhåller tåg, bolagiserades 2001. Såldes 2007 till en privat ägare.
- Jernhusen, äger järnvägsrelaterade fastigheter, bolagiserades 2001.

Alla är aktiebolag som drivs kommersiellt och är konkurrensutsatta. De har alltså tidigare varit en del av Trafikverkets föregångare.

## Trafikverkets uppgifter i krig
Trafikverket är från 1 oktober 2022 beredskapsmyndighet och sektorsansvarig myndighet för beredskapssektorn transporter och har en central roll i att säkerställa att Sveriges transportsystem fungerar effektivt och säkert, även under krig eller höjd beredskap. Myndighetens huvudsakliga uppgifter i sådana situationer inkluderar:
Samordning inom transportsektorn: Som sektorsansvarig myndighet för beredskapssektorn transporter leder Trafikverket samordningen mellan olika aktörer inom transportområdet, inklusive Transportstyrelsen, Luftfartsverket och Sjöfartsverket. Detta samarbete syftar till att stärka krisberedskapen och det civila försvaret inom transportsektorn.
Upprätthållande av kritisk infrastruktur: Trafikverket ansvarar för den långsiktiga planeringen samt byggandet och underhållet av statliga vägar och järnvägar. Under krig är det avgörande att dessa transportleder hålls öppna för att möjliggöra förflyttning av militära styrkor, evakuering av civila och distribution av förnödenheter.
Planering för totalförsvaret: Trafikverket är en av de myndigheter som har i uppdrag av regeringen att planera för totalförsvaret inom ramen för det civila försvaret. Detta innebär att myndigheten utvecklar strategier och åtgärder för att transportsystemet ska kunna stödja både civila och militära behov under krig.
Förstärkning av krisberedskap och civilt försvar: Regeringen har gett Trafikverket i uppdrag att föreslå åtgärder för att stärka krisberedskap och civilt försvar samt höja förmågan vid höjd beredskap och ytterst krig. Detta inkluderar analyser av uthålligheten inom reparations- och röjningsberedskap för att snabbt kunna återställa skadad infrastruktur. 
Samarbete med Försvarsmakten: Trafikverket samarbetar med Försvarsmakten för att förbättra effektiviteten och rörligheten inom transportsystemet. Ett robust transportsystem är avgörande för Sveriges försvarsförmåga och uppfyller även Natos krav på nationell motståndskraft.
Genom dessa åtgärder bidrar Trafikverket till att upprätthålla ett robust och fungerande transportsystem, vilket är avgörande för både civila och militära behov under krig eller höjd beredskap.